# New Star (Schiff)
Die New Star ist ein Fährschiff der südkoreanischen Reederei MS Ferry. Sie wurde 1999 als Orange 8 in Dienst gestellt und stand bis 2018 unter japanischer Flagge im Einsatz. Seitdem fährt das Schiff zwischen Busan und der Insel Jejudo.

## Geschichte
Die Orange 8 wurde 1998 in der Werft von Imabari Zōsen in Imabari auf Kiel gelegt und lief am 18. April 1999 vom Stapel. Nach der Ablieferung an die japanische Reederei Orange Ferry nahm sie am 27. Juli 1999 den Fährbetrieb von Tōyo (einem Hafen in der Präfektur Ehime) nach Saijō und Osaka auf. Ihr Schwesterschiff ist die bereits 1994 in Dienst gestellte Orange 7, die 2018 nach Griechenland verkauft wurde.
Nach 19 Dienstjahren beendete die Orange 8 am 24. August 2018 in Osaka ihre letzte Überfahrt für Orange Ferry. Sie ersetzte der Neubau Orange Ehime. Noch im selben Monat wurde das Schiff nach Südkorea verkauft und nach Busan überführt, wo es den Namen New Star erhielt. Die charakteristische Rumpfbemalung von Orange Ferry, drei stilisierte Möwen, wurde vom neuen Eigner beibehalten.
Die New Star wird auf der Strecke von Busan zur Ferieninsel Jejudo eingesetzt und macht wöchentlich drei Rundfahrten zur Insel. Das Schiff verfügt über Einzel- und Mehrbettkabinen der Ersten und Zweiten Klasse. Zu seiner Ausstattung gehören ein Restaurant, eine Lounge, ein Fernsehzimmer, ein Raucherraum, ein Spielzimmer sowie ein Bordgeschäft.